# آی‌ای‌آی آسترا
آی‌ای‌آی آسترا (به انگلیسی: IAI Astra) یک هواگرد ساختِ کارخانهٔ صنایع هوافضای اسرائیل در کشور اسرائیل است که در سال ۱۹۸۴–۲۰۰۵ ساخته شد. نخستین استفاده‌کنندهٔ این هواگرد نیروی هوایی اسرائیل بوده‌است. این هواگرد برای نخستین بار در ۱۹ مارس ۱۹۸۴ میلادی مورد استفاده قرار گرفت.